# Пешня, Михаил Александрович
Михаи́л Алекса́ндрович Пешня́ (1883, Минская губерния — 1937, Париж) — участник Белого движения на Юге России, командир Корниловского ударного полка и Марковского полка, генерал-майор.

## Биография
Из мещан. Уроженец Минской губернии. Среднее образование получил в Бобруйском училище садоводства и огородничества.
В 1907 году окончил Виленское пехотное юнкерское училище, откуда выпущен был подпоручиком в 73-й пехотный Крымский полк. В 1910 году окончил Главную гимнастическо-фехтовальную школу. Произведен в поручики 10 октября 1910 года.
С началом Первой мировой войны был переведен в 257-й пехотный Евпаторийский полк, где назначен командиром 4-й роты. Пожалован Георгиевским оружием
За то, что в бою с австрийцами 7 марта 1915 года, командуя батальоном, атаковал и захватил высоту 713, а за ней, продолжая наступление и высоту 788, доведя батальон до удара в штыки. При атаках взял в плен одного штаб-офицера, 4-х обер-офицеров и 400 нижних чинов.
Позднее был назначен командиром батальона. Произведен в штабс-капитаны 19 мая 1915 года «за выслугу лет», в капитаны — 18 июля 1916 года, в подполковники — 28 января 1917 года, в полковники — 7 июля того же года «за отличия в делах против неприятеля». В конце 1917 года был назначен командиром 257-го пехотного Евпаторийского полка. За время войны получил два тяжелых ранения.
Прибыл в Добровольческую армию весной 1918 года. В сентябре 1918 года был зачислен в Корниловский ударный полк. С октября 1918 года — командир 3-го батальона полка, а с декабря назначен помощником командира полка, при этом временно исполняя обязанности командира полка. С 24 июля 1919 года командир 2-го Корниловского полка. 29 сентября 1919 года принял командование Корниловским ударным полком. Впоследствии полк был развёрнут в дивизию, а с 10 октября 1919 года стал командиром 1-го Корниловского ударного полка. С 13 ноября 1919 года командир бригады Корниловской дивизии. С 30 ноября 1919 года — исполняющий обязанности помощника начальника Корниловской ударной дивизии, а 13 мая 1920 года — начальник дивизии. 28 мая 1920 года произведён в генерал-майоры «за боевые отличия». С 28 мая по 13 июня — временно командующий Корниловской ударной дивизией. В ноябре 1920 года Пешня был назначен начальником Марковской дивизии, но принял дивизию, уже свернутую в полк, лишь в Галлиполи, после эвакуации Крыма.
После окончания Галлиполийского сидения переехал в Болгарию, оставшись при этом во главе Марковского полка и других русских военных организаций в Видинском округе. В 1926 году Пешня перебрался во Францию, где поначалу работал по контракту шахтером на севере страны, а затем устроился в Париже рабочим на заводе по производству каучука. Одновременно с этим Пешня успешно окончил Высшие военно-научные курсы генерала Головина; продолжал состоять командиром Марковского полка и возглавлял Объединения марковцев во Франции. Последние годы жизни работал шофером такси в Париже.
Скончался в 1937 году после сложной операции в госпитале Ларибуазьер. Похоронен на кладбище города Севран (департамент Сен-Сен-Дени).

## Награды
- Орден Святого Станислава 3-й ст. (1911)
- мечи и бант к ордену Св. Станислава 3-й ст. (ВП 31.01.1915)
- Орден Святого Владимира 4-й ст. с мечами и бантом (ВП 2.08.1915)
- Георгиевское оружие (ВП 10.12.1915)
- Орден Святой Анны 3-й ст. с мечами и бантом (ВП 19.07.1916)
- Орден Святого Станислава 2-й ст. с мечами (ВП 28.10.1916)
- Орден Святителя Николая Чудотворца (Приказ Главнокомандующего № 248, 31 октября 1921)